# Coniothyrium genistae
Coniothyrium genistae är en svampart som först beskrevs av Casimir Roumèguere, och fick sitt nu gällande namn av Berl. & Voglino 1886. Coniothyrium genistae ingår i släktet Coniothyrium och familjen Leptosphaeriaceae.   Inga underarter finns listade i Catalogue of Life.